# 교배

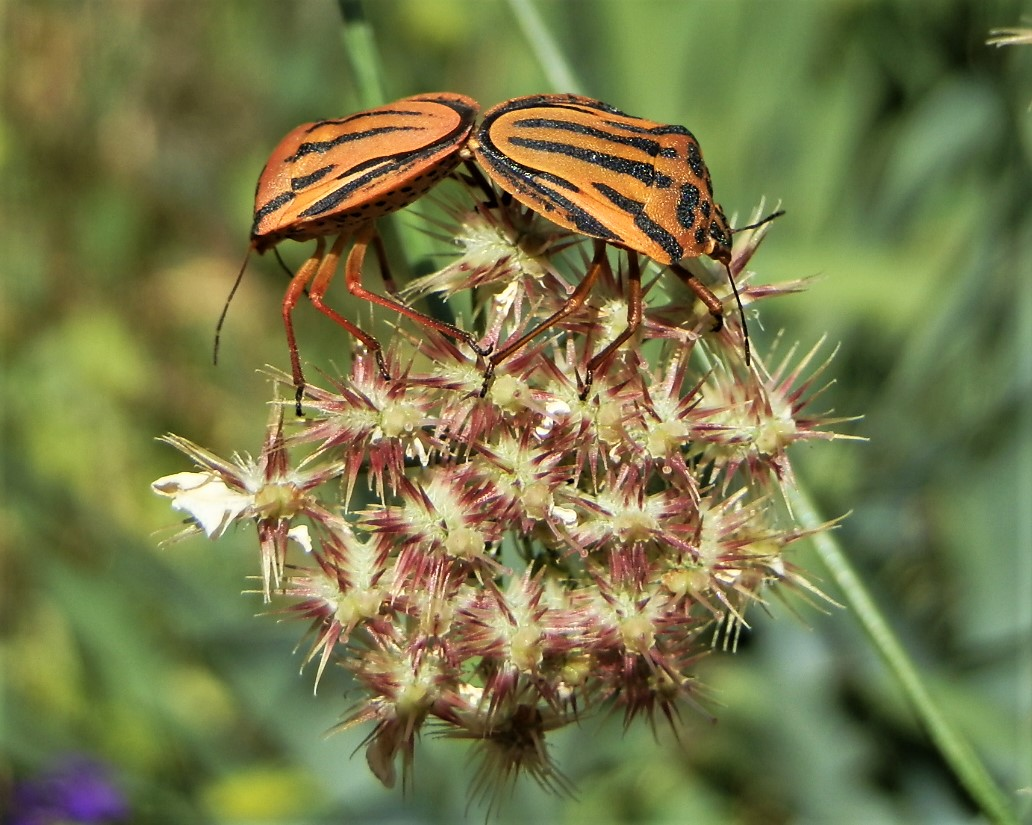

교배(交配, 영어: mating)는 생물학에서 짝짓기(교미)를 위해 서로 다른 성이나 암수한몸 생물 사이에서 수정을 이루는 현상을 가리킨다. 사회적 동물에서 교배는 새끼를 기르는 일도 포함한다. 짝짓기는 매정과 체내 수정을 위한 유성 생식이 가능한 동물의 성기의 교합을 말한다.
동물의 경우 교배 방식에는 난교배(잡혼 번식), 비동류 교배, 동류교배(근연교배), 교배풀(mating pool)을 포함한다. 일부 조류의 경우 둥지 짓기와 새끼 양육의 행위를 포함한다. 가축화된 짐승을 교배하는 일과 인공수정은 축산의 일부로 되어 있다.

## 같이 보기
- 생식
- 근친교배